# Helina nigrifacies
Helina nigrifacies este o specie de muște din genul Helina, familia Muscidae, descrisă de Karl în anul 1931. Conform Catalogue of Life specia Helina nigrifacies nu are subspecii cunoscute.